# 関西1デイパス
関西1デイパス（かんさいワンデイパス）は、西日本旅客鉄道（JR西日本）の京阪神地区を中心とするエリア（アーバンネットワーク）の普通列車が一日乗り放題になる特別企画乗車券（トクトクきっぷ）である。なお、
2022年冬の分の発売終了直後の2023年2月28日時点では2023年春以降についての発売および終了を含めて発表はない状態である。
本項では、北陸地方の旅客向けに発売されている『関西往復フリーきっぷ』（かんさいおうふくフリーきっぷ）や、過去に発売されていた関連する特別企画乗車券類についても記述する。

## 概要
正式には『春の関西1デイパス』のように、季節の名前を冠している。春夏秋冬の各季節ごとに区別されるが、名称と発売期間・利用（有効）期間が異なるだけで、ほぼ通年にわたって発売されている。関西自由周遊区間内・和歌山・福知山地区の一部の駅のみどりの券売機（2012年夏以降）・みどりの券売機プラスや、e5489で購入が可能。長らく当日の購入・利用が可能であったが、2018年春発売分からは利用日前日までの発売となり、同時にみどりの窓口での発売が終了となった。
JR西日本のアーバンネットワークエリア内で運行される普通列車（快速・新快速を含む）の普通車自由席が一日乗り放題となるほか、特急券を別途購入すれば特急列車も利用できる（新幹線は利用不可）。
また、京阪・南海・近鉄（近鉄は2012年夏以降）の大手私鉄3グループとも連携しており、指定された私鉄の駅の窓口などで付属の「チケット引換券」を使用することで、いずれか1グループの鉄道やバスなども全線乗り放題、または指定された区間の往復乗車が可能である（引換券は当パスの利用日に限り有効）。また、2010年以降は秋のみ近江鉄道の鉄道路線（バス路線は除く）、2012年夏以降は大阪水上バス（通年）、2015年以降は冬のみ江若交通バス（指定区間のみ）、2021年春からは神戸電鉄および神戸市交通局（いずれも指定区間のみ）も対象に加わった。さらに、2016年春からはJR西日本の主要駅で営業しているレンタサイクル「駅リンくん」もチケット（および各種身分証明書）の呈示により1回利用できるようになった。このほか、沿線のいくつかの施設で当パスを呈示すると、入場料などの割引や粗品の贈呈といった優待が受けられる（内容は季節によって異なる）。
本乗車券は、2003年5月1日に発売された『京阪神おでかけパス』を端緒とする。2006年1月7日以降利用分からは『関西おでかけパス』に改称され、2008年6月26日まで発売された。その後、同年夏・冬向けの『関西夏休みパス』・『関西冬休みパス』を経て、2009年夏より現在の『関西1デイパス』となった（ただし、初回のみ『関西1デイ納涼パス』の名称で発売された）。『京阪神おでかけパス』（2003年7月19日以降）・『関西おでかけパス』時代は土曜・休日ダイヤの適用日のみ利用できたほか、『関西夏休みパス』・『関西冬休みパス』では新幹線だけではなく特急・急行にも乗車できなかった（その代わりに、従来利用できなかった平日にも利用可能となった）。
なお、JR西日本岡山支社管内の各駅でも岡山・福山周辺の駅相互間が一日乗り放題となる特別企画乗車券『吉備之国くまなくおでかけパス』（旧：岡山・尾道おでかけパス）を発売していた（利用前日までの購入が必要、2020年3月末をもって発売終了）。同券の利用エリアは山陽本線・三石駅および赤穂線・寒河駅が東端となるため、『関西1デイパス』と併用して乗り越す場合は三石駅 - 上郡駅または寒河駅 - 播州赤穂駅の運賃（乗車券）が別途必要だった。

## 自由周遊区間
旅客向けの愛称が設定されている路線は、正式名称ではなく愛称で記述している。
2008年8月の『関西夏休みパス』・2008年12月の『関西冬休みパス』・2009年8月の『関西1デイ納涼パス』の3度にわたり対象区間が追加され、現在の内容に至っている。ただし、関西往復フリーきっぷ（かつての関西フリーきっぷも含む）は2017年現在もこれらの対象区間追加前の設定のままである。「※」を付した路線は同きっぷでは全線で乗り放題の対象外となる。また一部が対象外となる路線は「△」を付し、脚注に詳述した。
| 路線           | 対象区間            |
| -------------- | ------------------- |
| 大阪環状線     | 全線                |
| JRゆめ咲線     | 全線                |
| JR京都線       | 全線                |
| JR神戸線△      | 全線                |
| 和田岬線※      | 全線                |
| 山陽本線※      | 姫路駅 - 上郡駅     |
| 赤穂線※        | 相生駅 - 播州赤穂駅 |
| 琵琶湖線△      | 全線                |
| 草津線※        | 全線                |
| 北陸本線※      | 米原駅 - 敦賀駅     |
| 湖西線△        | 全線                |
| JR宝塚線△      | 全線                |
| JR東西線       | 全線                |
| 学研都市線     | 全線                |
| おおさか東線   | 全線                |
| 嵯峨野線△      | 全線                |
| 奈良線         | 全線                |
| 大和路線       | 全線                |
| 関西本線※      | 加茂駅 - 柘植駅     |
| 阪和線         | 全線                |
| 関西空港線     | 全線                |
| 和歌山線△      | 全線                |
| 万葉まほろば線 | 全線                |

## チケット引換券
指定された私鉄各社とJR西日本との乗換駅で、いずれか1つのチケットに引き換えることができる。引換場所は主に私鉄各社の各駅の窓口など。チケットの内容は季節ごとに変更される。
京阪グループ
| 名称 | 引換場所 | 利用可能区間 | 備考        |
| --- | --- | --- | ----------- |
| 鞍馬・貴船チケット →鞍馬・祇園チケット →大原チケット →大原・東山チケット →鞍馬・貴船・大原チケット →鞍馬・貴船1dayチケット <大原エリア拡大版> →大原1dayチケット | 京橋駅・東福寺駅 | - 京阪本線 京橋駅 - 東福寺駅（途中下車不可） - 京阪本線・鴨東線 東福寺駅 - 出町柳駅 - 叡山電鉄全線（大原1dayチケットを除く） - 京都バス 鞍馬・貴船・大原エリアの各バス停（チケットによる異なる） |             |
| 湖都・びわこチケット →びわこチケット | - 京阪山科駅・京阪石山駅・京阪膳所駅・京阪大津京駅・坂本比叡山口駅 - 琵琶湖汽船（大津港・長浜港・今津港、土日祝のみ） | - 大津線（京津線・石山坂本線）全線 - 琵琶湖汽船 ミシガンクルーズ（1乗船） | [ 3 ] [ 4 ] |
| 水都中之島チケット | 京橋駅・天満橋駅・淀屋橋駅                                                                                            | - 中之島線 全線 - 京阪本線 淀屋橋駅 - 京橋駅 - 大阪水上バス「アクアライナー」（1乗船） |             |
| 京阪フリーチケット →ひらパーフリーチケット →京阪電車×ひらパーチケット →男山ケーブル＆ひらパーで京阪電車満喫チケット                                             | 京橋駅・東福寺駅 | 京阪線 全線（大津線各線は除く） | [ 注 21 ]   |
| 宇治・伏見・八幡チケット | 京橋駅・東福寺駅 | - 京阪本線 京橋駅 - 石清水八幡宮駅または東福寺駅 - 丹波橋駅（途中下車不可） - 京阪本線 石清水八幡宮駅 - 丹波橋駅 - 宇治線全線 - 石清水八幡宮参道ケーブル全線 |             |
| 京都定期観光チケット、 京都定期観光・大原チケット | - 京橋駅・東福寺駅 - 京阪バス 京都定期観光バス案内所                                                                  | - 京阪本線 京橋駅 - 東福寺駅（途中下車不可） - 京阪本線・鴨東線 東福寺駅 - 出町柳駅 - 京都バス 京都駅前バス停 - 大原バス停 - 京阪バス 京都定期観光バス（対象コース1回分） |             |
| 世界遺産 比叡山延暦寺巡拝チケット →比叡山チケット | 京橋駅・東福寺駅・京阪山科駅・京阪石山駅・京阪大津京駅・坂本比叡山口駅                                                | - 京阪線・大津線 全線 - 京都市営地下鉄東西線 三条京阪駅 - 御陵駅 - 叡山電鉄叡山本線 全線 - 叡山ケーブル・叡山ロープウェイ 全線 - 坂本ケーブル 全線 - 江若交通バス 坂本比叡山口駅バス停 - ケーブル坂本駅バス停 - 京阪バス・京都バス 比叡山内シャトルバス（ロテル・ド・比叡 - 夢見ヶ丘・京都駅方面を除く） | [ 注 23 ]   |
| 比叡山チケット【京都ルート】 | 京橋駅・東福寺駅 | - 京阪線全線・石清水八幡宮参道ケーブル全線 - 叡山電鉄叡山本線 全線 - 叡山ケーブル 全線 - 叡山ロープウェイ 全線 - 江若交通バス・京阪バス・京都バス 比叡山内シャトルバス 比叡山頂バス停 - 横川バス停 |             |
| 比叡山チケット【滋賀ルート】 | 京阪山科駅・京阪石山駅・京阪膳所駅・京阪大津京駅・坂本比叡山口駅・ケーブル坂本駅                                      | - 大津線 全線 - 比叡山内シャトルバス 比叡山頂バス停 - 横川バス停 - 坂本ケーブル 全線 - 江若交通バス 坂本比叡山口駅バス停 - ケーブル坂本駅バス停 |             |
| 光秀公ゆかりの地 坂本・亀岡チケット | - 京阪山科駅・京阪石山駅・京阪膳所駅・京阪大津京駅・坂本比叡山口駅 - JR亀岡駅観光案内所                               | - 大津線（京津線・石山坂本線）全線 - 京阪京都交通 亀岡市内エリアの各バス停 - 江若交通バス 比叡山坂本駅バス停 - 西教寺バス停・ケーブル坂本駅バス停 |             |

南海グループ
いずれのチケットでも、別途特急券・座席指定券を購入することで特急列車に乗車可能。
| 名称                     | 引換場所                                   | 利用可能区間 | 備考                                                                      |
| ------------------------ | ------------------------------------------ | --- | ------------------------------------------------------------------------- |
| 高野山チケット           | 新今宮駅                                   | - 新今宮駅 - 極楽橋駅 - 高野山駅（極楽橋駅を除き途中下車不可） - 南海りんかんバス 高野山内エリア（立里線、高野竜神線、高野丹生都比売線を除く） |                                                                           |
| 堺・住吉チケット         | - 新今宮駅 - 阪堺天王寺駅前駅 定期券発売所 | - 難波駅 - 堺駅、汐見橋駅 - 中百舌鳥駅 - 阪堺線全線 - 南海バス 堺市内指定区間                                                                  |                                                                           |
| こうや花鉄道チケット     | 新今宮駅                                   | - 新今宮駅 - 橋本駅（途中下車不可） - 橋本駅 - 極楽橋駅                                                                                        |                                                                           |
| 犬鳴山温泉チケット       | 新今宮駅                                   | - 新今宮駅 - 泉佐野駅（途中下車不可） - 南海ウイングバス南部 泉佐野駅前 - 犬鳴山（途中下車不可）                                               |                                                                           |
| 真田・九度山チケット     | 新今宮駅                                   | 新今宮駅 - 九度山駅（途中下車不可） | 九度山・真田ミュージアム くどやま「真田丸」大河ドラマ展の入場券引換券付属 |
| 金剛山ハイキングチケット | 新今宮駅                                   | - 新今宮駅 - 河内長野駅（途中下車不可） - 南海バス 河内長野駅前 - 金剛山（登山口またはロープウェイ前、途中下車不可）                           | 金剛山ロープウェイが当パスの呈示により2割引となる                         |

近鉄グループ
特急列車には別途特急券を購入すれば乗車可能。特急券が付属するチケットもある。
| 名称                                             | 引換場所               | 利用可能区間 | 備考                                                  |
| ------------------------------------------------ | ---------------------- | --- | ----------------------------------------------------- |
| 生駒山上チケット                                 | 鶴橋駅・京都駅         | - 鶴橋駅または京都駅 - 生駒駅（途中下車不可） - 生駒ケーブル全線（宝山寺駅を除き途中下車不可） | 生駒山上遊園地の「のりものフリーパス200円割引券」付属 |
| 奈良・西ノ京チケット →奈良・斑鳩・西ノ京チケット | 鶴橋駅・京都駅         | - 鶴橋駅または京都駅 - 学園前駅または平城駅（途中下車不可） - 学園前駅 - 近鉄奈良駅、平城駅 - 筒井駅 - 奈良交通 奈良公園・斑鳩・西ノ京エリアの各バス停                                                                                            |                                                       |
| 飛鳥チケット                                     | 大阪阿部野橋駅・京都駅 | - 大阪阿部野橋駅または京都駅 - 大和八木駅（途中下車不可） - 桜井駅 - 大和八木駅 - 橿原神宮前駅 - 壺阪山駅 - 奈良交通 明日香エリア |                                                       |
| 赤目四十八滝チケット                             | 鶴橋駅・京都駅         | - 鶴橋駅または京都駅 - 赤目口駅（途中下車不可） - 三重交通 赤目口駅前 - 赤目滝 |                                                       |
| 曽爾高原チケット                                 | 鶴橋駅・京都駅         | - 鶴橋駅または京都駅 - 名張駅（途中下車不可） - 三重交通 名張駅前 - 曽爾高原・太良路 |                                                       |
| 室生寺・長谷寺参拝チケット                       | 鶴橋駅・京都駅         | - 鶴橋駅または京都駅 - 長谷寺駅（途中下車不可） - 長谷寺駅 - 室生口大野駅 - 奈良交通 室生口大野駅前 - 室生寺（片道乗車券2枚） |                                                       |
| 吉野チケット                                     | 大阪阿部野橋駅・京都駅 | - 大阪阿部野橋駅または京都駅 - 吉野駅（途中下車不可、往復特急券付属） |                                                       |
| 吉野・飛鳥チケット                               | 大阪阿部野橋駅・京都駅 | - 大阪阿部野橋駅または京都駅 - 橿原神宮前駅（途中下車不可、往復特急券付属） - 橿原神宮前駅 - 吉野駅 |                                                       |
| 橿原・飛鳥チケット                               | 大阪阿部野橋駅・京都駅 | - 大阪阿部野橋駅または京都駅 - フリー区間（大和八木駅 - 桜井駅および大和八木駅 - 橿原神宮前駅 - 壺阪山駅）往復と同フリー区間乗り放題 - 奈良交通バス 飛鳥エリア（橿原神宮前駅東口 - 明日香奥山・飛鳥資料館西 - 石舞 - 高松塚 - 飛鳥駅）1日乗り放題 |                                                       |

神戸市交通局・神戸電鉄
- 「有馬温泉チケット」（引換場所 - 神戸市営地下鉄・三宮駅）
  - 神戸市営地下鉄・三宮駅 - 谷上駅 - 神戸電鉄・有馬温泉駅（途中下車不可）

## 発売・利用期間と料金
2022年春現在の発売価格は、大人・3600円、子ども・1800円である（ただし、2019年秋から2020年夏にかけては大人・3670円、子ども・1830円であった）。概要で述べたように、2018年春以降は利用日の前日までの発売となった。
2008年夏に『関西夏休みパス』として発売された当初の料金は、大人2900円・子ども1500円であった。ただし、2009年夏の『関西1デイ納涼パス』と2012年夏から2014年春までの発売価格は大人・3500円、子ども・1750円となっていた。
なお、『関西1デイパス』の前身となる『関西おでかけパス』・『関西夏休みパス』・『関西冬休みパス』の発売価格は、大人・2000円、子ども・1000円であった。利用日の1ヶ月前から3日前（『京阪神おでかけパス』時代は7日前）までの発売であった。
| 年号   | 季節 | 発売・利用期間                                                    | 引換券                               | 引換券           | 引換券                                           | その他対象社局                                                                              | 備考 |
| 年号   | 季節 | 発売・利用期間                                                    | 京阪                                 | 南海             | 近鉄                                             | その他対象社局                                                                              | 備考 |
| ------ | ---- | ----------------------------------------------------------------- | ------------------------------------ | ---------------- | ------------------------------------------------ | ------------------------------------------------------------------------------------------- | --- |
| 2008年 | 夏   | 7月8日 - 8月21日（発売） 8月8日 - 8月24日（利用）                 | -                                    | -                | -                                                | -                                                                                           | 『関西夏休みパス』の名称で発売                                                                                              |
| 2008年 | 冬   | 12月5日 - 2009年1月1日（発売） 12月23日 - 2009年1月4日（利用）    | -                                    | -                | -                                                | -                                                                                           | 『関西冬休みパス』の名称で発売                                                                                              |
| 2009年 | 夏   | 8月1日 - 8月31日                                                  | 鞍馬・貴船                           | 高野山           | -                                                | -                                                                                           | 『関西1デイ納涼パス』の名称で発売                                                                                           |
| 2009年 | 秋   | 9月18日 - 11月30日（発売） 10月1日 - 11月30日（利用）             | 湖都・びわこ                         | 堺・住吉         | -                                                | -                                                                                           | [ 5 ] |
| 2009年 | 冬   | 12月18日 - 2010年2月28日（発売） 12月22日 - 2010年2月28日（利用） | 京阪フリー                           | 高野山           | -                                                | -                                                                                           | |
| 2010年 | 春   | 3月17日 - 5月31日（発売） 3月20日 - 5月31日（利用）               | 京阪フリー                           | 堺・住吉         | -                                                | -                                                                                           | |
| 2010年 | 夏   | 7月13日 - 8月31日（発売） 7月16日 - 8月31日（利用）               | 鞍馬・貴船                           | 高野山           | -                                                | -                                                                                           | |
| 2010年 | 秋   | 9月15日 - 11月30日（発売） 9月17日 - 11月30日（利用）             | 湖都・びわこ                         | こうや花鉄道     | -                                                | 近江鉄道（鉄道路線）                                                                        | |
| 2010年 | 冬   | 12月15日 - 2011年3月13日（発売） 12月17日 - 2011年3月13日（利用） | 京阪フリー                           | 高野山           | -                                                | -                                                                                           | |
| 2011年 | 春   | 3月17日 - 5月31日（発売） 3月19日 - 5月31日（利用）               | 大原                                 | 堺・住吉         | -                                                | -                                                                                           | |
| 2011年 | 夏   | 7月14日 - 8月31日（発売） 7月16日 - 8月31日（利用）               | 鞍馬・祇園                           | 高野山           | -                                                | -                                                                                           | |
| 2011年 | 秋   | 9月15日 - 11月30日（発売） 9月17日 - 11月30日（利用）             | 湖都・びわこ                         | 堺・住吉         | -                                                | 近江鉄道（鉄道路線）                                                                        | |
| 2011年 | 冬   | 12月14日 - 2012年2月29日（発売） 12月16日 - 2012年2月29日（利用） | 水都・中之島                         | 高野山           | -                                                | -                                                                                           | |
| 2012年 | 春   | 3月15日 - 6月3日（発売） 3月17日 - 6月3日（利用）                 | 大原・東山                           | 堺・住吉         | -                                                | -                                                                                           | |
| 2012年 | 夏   | 7月12日 - 9月2日（発売） 7月14日 - 9月2日（利用）                 | 鞍馬・祇園                           | 高野山           | 生駒山上                                         | -                                                                                           | これ以降、特典に大阪水上バス（京阪グループ）の「アクアライナー」・「水都号 アクアmini」（後者は冬を除く）の乗り放題が追加。 |
| 2012年 | 秋   | 10月19日 - 12月9日（発売） 10月22日 - 12月9日（利用）             | 湖都・びわこ                         | 堺・住吉         | 吉野・飛鳥                                       | 近江鉄道（鉄道路線）                                                                        | |
| 2012年 | 冬   | 12月14日 - 2013年2月28日（発売） 12月15日 - 2013年2月28日（利用） | 湖都・びわこ                         | 犬鳴山温泉       | 奈良・西ノ京                                     | -                                                                                           | |
| 2013年 | 春   | 3月15日 - 6月2日（発売） 3月16日 - 6月2日（利用）                 | 大原・東山                           | 堺・住吉         | 飛鳥                                             | -                                                                                           | |
| 2013年 | 夏   | 7月10日 - 9月1日（発売） 7月13日 - 9月1日（利用）                 | 宇治・伏見・八幡                     | 高野山           | 赤目四十八滝                                     | -                                                                                           | |
| 2013年 | 秋   | 9月10日 - 12月15日（発売） 9月14日 - 12月15日（利用）             | 湖都・びわこ                         | 高野山           | 曽爾高原                                         | 近江鉄道（鉄道路線）                                                                        | |
| 2013年 | 冬   | 12月18日 - 2014年2月23日（発売） 12月21日 - 2014年2月23日（利用） | ひらパーフリー                       | 高野山           | 奈良・西ノ京                                     | -                                                                                           | |
| 2014年 | 春   | 3月5日 - 5月25日（発売） 3月8日 - 5月25日（利用）                 | 京都定期観光                         | 堺・住吉         | 飛鳥                                             | -                                                                                           | |
| 2014年 | 夏   | 7月11日 - 9月7日                                                  | 鞍馬・祇園                           | 高野山           | 赤目四十八滝                                     | -                                                                                           | |
| 2014年 | 秋   | 9月12日 - 12月14日                                                | 湖都・びわこ                         | 高野山           | 室生寺・長谷寺参拝                               | 近江鉄道（鉄道路線）                                                                        | [ 6 ] |
| 2014年 | 冬   | 12月18日 - 2015年3月1日                                           | 湖都・びわこ                         | 高野山           | 奈良・西ノ京                                     | -                                                                                           | [ 7 ] |
| 2015年 | 春   | 3月5日 - 6月7日                                                   | 京都定期観光・大原                   | 高野山           | 室生寺・長谷寺参拝                               | -                                                                                           | [ 8 ] [ 9 ] |
| 2015年 | 夏   | 6月11日 - 9月6日                                                  | 鞍馬・貴船・大原                     | 高野山           | 赤目四十八滝                                     | -                                                                                           | [ 10 ] |
| 2015年 | 秋   | 9月10日 - 12月13日（発売） 9月12日 - 12月13日（利用）             | 京阪電車×ひらパー                    | 高野山           | 吉野                                             | 近江鉄道（鉄道路線）                                                                        | [ 11 ] |
| 2015年 | 冬   | 12月17日 - 2016年2月28日                                          | 湖都・びわこ                         | 高野山           | 奈良・西ノ京                                     | 江若交通バス（指定区間のみ）                                                                | [ 12 ] |
| 2016年 | 春   | 3月3日 - 6月5日                                                   | 京都定期観光・大原                   | 高野山           | 室生寺・長谷寺参拝                               | -                                                                                           | これ以降、特典に「レンタサイクル駅リンくん」（1回分）が追加。                                                               |
| 2016年 | 夏   | 6月9日 - 9月4日                                                   | 鞍馬・貴船・大原                     | 真田・九度山     | 赤目四十八滝                                     | -                                                                                           | [ 14 ] [ 15 ] |
| 2016年 | 秋   | 9月8日 - 12月11日                                                 | 男山ケーブル＆ひらパーで京阪電車満喫 | 真田・九度山     | 吉野・飛鳥                                       | 近江鉄道（鉄道路線）                                                                        | [ 16 ] |
| 2016年 | 冬   | 12月15日 - 2017年2月26日                                          | 湖都・びわこ                         | 高野山           | 奈良・西ノ京                                     | 江若交通バス（指定区間のみ）                                                                | [ 3 ] |
| 2017年 | 春   | 3月2日 - 6月4日                                                   | 京都定期観光・大原                   | 高野山           | 室生寺・長谷寺参拝                               | -                                                                                           | [ 17 ] |
| 2017年 | 夏   | 6月8日 - 9月3日                                                   | 鞍馬・貴船1day<大原エリア拡大版>     | 高野山           | 赤目四十八滝                                     | -                                                                                           | [ 18 ] |
| 2017年 | 秋   | 9月4日 - 12月10日（発売） 9月7日 - 12月10日（利用）               | 世界遺産 比叡山延暦寺巡拝            | 高野山           | 飛鳥                                             | 近江鉄道（鉄道路線）                                                                        | [ 19 ] |
| 2017年 | 冬   | 12月11日 - 2018年2月25日（発売） 12月14日 - 2018年2月25日（利用） | 湖都・びわこ                         | -                | 奈良・西ノ京                                     | 江若交通バス（指定区間のみ）                                                                | [ 20 ] |
| 2018年 | 春   | 2月19日 - 5月30日（発売） 3月1日 - 5月31日（利用）                | 京都定期観光・大原                   | 金剛山ハイキング | 室生寺・長谷寺参拝                               | -                                                                                           | [ 21 ] |
| 2018年 | 夏   | 5月1日 - 8月30日（発売） 6月1日 - 8月31日（利用）                 | 大原1day                             | 高野山           | 赤目四十八滝                                     | -                                                                                           | [ 22 ] |
| 2018年 | 秋   | 8月1日 - 11月29日（発売） 9月1日 - 11月30日（利用）               | 比叡山                               | 高野山           | 飛鳥                                             | 近江鉄道（鉄道路線）                                                                        | [ 23 ] |
| 2018年 | 冬   | 11月1日 - 2019年2月27日（発売） 12月1日 - 2019年2月28日（利用）   | びわこ                               | 金剛山ハイキング | 奈良・西ノ京                                     | 江若交通バス（指定区間のみ）                                                                | [ 24 ] |
| 2019年 | 春   | 2月1日 - 5月30日（発売） 3月1日 - 5月31日（利用）                 | 京都定期観光                         | 高野山           | 室生寺・長谷寺参拝                               | -                                                                                           | [ 25 ] |
| 2019年 | 夏   | 5月1日 - 9月29日（発売） 6月1日 - 9月30日（利用）                 | 大原1day                             | 高野山           | 赤目四十八滝                                     | -                                                                                           | 10月1日の消費税増税との兼ね合いで、発売・利用期限が9月末まで延長された。                                                    |
| 2019年 | 秋   | 10月1日 - 11月29日（発売） 10月5日 - 11月30日（利用）             | 比叡山                               | 高野山           | 飛鳥                                             | 近江鉄道（鉄道路線）                                                                        | 10月1日の消費税増税との兼ね合いで、増税後に発売となった。                                                                   |
| 2019年 | 冬   | 11月1日 - 2020年2月28日（発売） 12月1日 - 2020年2月29日（利用）   | びわこ                               | 高野山           | 奈良・西ノ京                                     | 江若交通バス（指定区間のみ）                                                                | [ 28 ] |
| 2020年 | 春   | 2月1日 - 5月30日（発売） 3月1日 - 5月31日（利用）                 | 京都定期観光                         | 高野山           | 室生寺・長谷寺参拝                               | -                                                                                           | [ 注 27 ] [ 29 ] |
| 2020年 | 夏   | 7月31日 - 9月29日（発売） 8月1日 - 9月30日（利用）                | 光秀公ゆかりの地 坂本・亀岡          | 高野山           | 赤目四十八滝、 室生寺・長谷寺参拝（いずれか1種） | -                                                                                           | [ 注 28 ] [ 30 ] |
| 2020年 | 秋   | 9月30日 - 11月29日（発売） 10月1日 - 11月30日（利用）             | 比叡山                               | 高野山           | 飛鳥                                             | 近江鉄道（鉄道路線）                                                                        | [ 31 ] |
| 2020年 | 冬   | 11月30日 - 2021年2月27日（発売） 12月1日 - 2021年2月28日（利用）  | びわこ                               | 高野山           | 奈良・斑鳩・西ノ京                               | 江若交通バス（指定区間のみ）                                                                | [ 32 ] |
| 2021年 | 春   | 2月26日 - 5月30日（発売） 3月1日 - 5月31日（利用）                | 京都定期観光                         | 高野山           | 室生寺・長谷寺参拝                               | 神戸電鉄・神戸市交通局（有馬温泉チケットとして、指定区間のみ）                              | [ 注 29 ] [ 注 30 ] [ 33 ]                                                                                                  |
| 2021年 | 夏   | 5月25日 - 8月30日（発売） 6月1日 - 8月31日（利用）                | 比叡山                               | 高野山           | 赤目四十八滝                                     | 神戸電鉄・神戸市交通局（有馬温泉チケットとして、指定区間のみ）                              | [ 34 ] [ 35 ] |
| 2021年 | 秋   | 8月25日 - 11月29日（発売） 9月1日 - 11月30日（利用）              | 比叡山【京都ルート】                 | 高野山           | 室生寺・長谷寺参拝                               | 神戸電鉄・神戸市交通局（有馬温泉チケットとして、指定区間のみ） 近江鉄道（鉄道路線）         | [ 36 ] |
| 2021年 | 冬   | 11月24日 - 2022年2月27日（発売） 12月1日 - 2022年2月28日（利用）  | びわこ                               | 高野山           | 奈良・斑鳩・西ノ京                               | 江若交通バス（指定区間のみ） 神戸電鉄・神戸市交通局（有馬温泉チケットとして、指定区間のみ） | [ 37 ] |
| 2022年 | 春   | 2月22日 - 5月30日（発売） 3月1日 - 5月31日（利用）                | 京都定期観光                         | 高野山           | 室生寺・長谷寺参拝                               | 神戸電鉄・神戸市交通局（有馬温泉チケットとして、指定区間のみ）                              | [ 38 ] |
| 2022年 | 夏   | 5月25日 - 8月30日（発売） 6月1日 - 8月31日（利用）                | 比叡山【滋賀ルート】                 | 高野山           | 赤目四十八滝                                     | 神戸電鉄・神戸市交通局（有馬温泉チケットとして、指定区間のみ）                              | [ 39 ] |
| 2022年 | 秋   | 8月25日 - 11月29日（発売） 9月1日 - 11月30日（利用）              | 比叡山【京都ルート】                 | 高野山           | 室生寺・長谷寺参拝                               | 神戸電鉄・神戸市交通局（有馬温泉チケットとして、指定区間のみ） 近江鉄道（鉄道路線）         | [ 40 ] |
| 2022年 | 冬   | 11月24日 - 2023年2月27日（発売） 12月1日 - 2023年2月28日（利用）  | びわこ                               | 高野山           | 橿原・飛鳥                                       | 江若交通バス（指定区間のみ） 神戸電鉄・神戸市交通局（有馬温泉チケットとして、指定区間のみ） | [ 41 ] |

## 関西往復フリーきっぷ
北陸地方の主要駅から京阪神地区へ向かう旅客向けに発売される。『関西1デイパス』とほぼ同一の自由周遊区間内を運行する普通列車普通車自由席が、利用開始日より4日間乗り放題となる（各線の郊外側で一部対象外となる区間がある）。

### 発売・利用期間と料金（関西往復フリーきっぷ）
利用日の1か月前から当日まで購入可能。料金は発駅によって異なる。
自由周遊区間内までの往復には、特急・サンダーバードの普通車指定席や北陸新幹線のはくたか・つるぎの普通車自由席、あいの風とやま鉄道線・IRいしかわ鉄道線の発駅と対応する区間が利用可能である（花嫁のれんは乗車不可）。
2008年9月27日（使用期間は同年9月30日）までは、山陽地方・和歌山県南部の主要駅発着の設定もあった。山陽地方からは発駅から西明石駅又は新大阪駅までの山陽新幹線普通車指定席の往復利用が、和歌山県南部からは発駅から自由周遊区間までのくろしお等の特急列車の普通車自由席の往復利用が可能であった。

## 関西フリーきっぷ
JR東日本のエリアに属する新潟県内の主要駅から、京阪神方面へ向かう旅客向けに発売された。2009年3月27日まで（直江津駅発は3月28日まで）発売され、使用期間は3月31日まで。同年4月1日以降は発売中止となっている。
内容は『関西往復フリーきっぷ』とほぼ同様だが、以下の違いがあった。
- 新潟駅か長岡駅を発駅とした場合の利用期間が5日間となる（直江津駅発は4日間）。
- 直江津駅・富山駅・金沢駅において特急の乗り継ぎと途中下車（乗車日当日限り）が認められていた。